# تانویر چودوری
تانویر چودوری (بنگالی: তানভীর চৌধুরী؛ ۲۵ سپتامبر ۱۹۷۷ – ۹ اکتبر ۲۰۱۸) بازیکن فوتبال اهل بنگلادش بود.
وی همچنین در تیم‌های ملی فوتبال زیر ۱۹ سال بنگلادش و بنگلادش بازی کرده است.